# Suzan Emine Kaube
Suzan Emine Kaube (Estambul, 1942) escritora, pintora y pedagoga turcoalemana. 
Sus trabajos como pedagoga han versado sobre la integración cultural. Ha realizado varias exposiciones en Alemania y Turquía. 

## Obra
- Tanz im Westwind oder du gibst mir erst Almosen, dann die Hölle (1999) galardonada con (WWA)
- Uyuyan Göl
- Tanz im Westwind
- Auf türkisgrünen Flügeln
- Heimlich und kühl
- Turkuvaz Kanatlılar (2011)